# 李朝兴
李朝兴（1957年—），湖北阳新人，中华人民共和国政治人物、第十二届全国人民代表大会天津地区代表。
毕业于同济医科大学医疗系药理学专业，加入中国共产党。2013年，被选为全国人大代表。